# تیموتی پاتریک مورفی
تیموتی پاتریک مورفی (انگلیسی: Timothy Patrick Murphy؛ ۳ نوامبر ۱۹۵۹ – ۶ دسامبر ۱۹۸۸) یک هنرپیشه اهل ایالات متحده آمریکا بود.